# Adimanto de Colito
 Adimanto de Colito conocido por ser personaje de algunos diálogos platónicos, fue el hermano mayor del filósofo griego Platón.

## Datos biográficos
Platón lo incluyó, como interlocutor relevante, en el diálogo La República (327d) y lo menciona como auditor del relato en el Parménides (126a). 
Fue hijo de Aristón de Atenas y Perictione, y hermano de Glaucón y del mismo Platón (Apología 34a). Pertenecía a la alta aristocracia ateniense. Su nieto y homónimo fue heredero de Platón (Diógenes Laercio, Vidas, Platón, III, 41).